# Falo
Falo is een gemeente (commune) in de regio Ségou in Mali. De gemeente telt 41.000 inwoners (2009).